# Jakkanahalli, Krishnarajpet
Jakkanahalli là một làng thuộc tehsil Krishnarajpet, huyện Mandya, bang Karnataka, Ấn Độ.